# ياغور
ياغور (عبري: יגור) هو كيبوتس صهيوني بني في شمال فلسطين على اراضي قرية الياجور الفلسطينية على السفح الشرقي لجبل الكرمل على الطريق الرابط بين الناصرة وحيفا.
تم انشاؤه سنة 1922.
سنة 1946 اكتشفت سلطات الانتداب البريطاني في المستوطنة مخزنا ضخما للاسلحة تابعا لمنظمة الهاغاناه الإرهابية. قامت السلطات باعتقال العديد من الكوادر الصهيونية.
كانت مستوطنة ياغور لمدة طويلة أكبر المستوطنات الجماعية في إسرائيل, وهي تعد لغاية اليوم من أكبر المستوطنات.
يقوم اقتصاد المستوطنة على الزراعة والصناعة.

## معرض صور

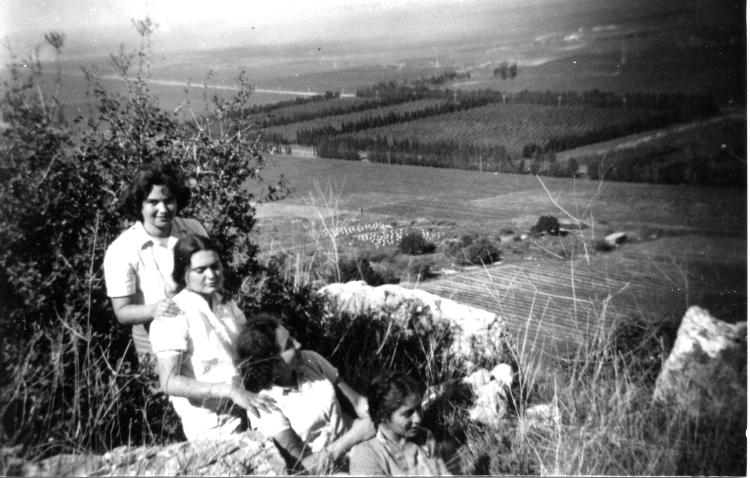
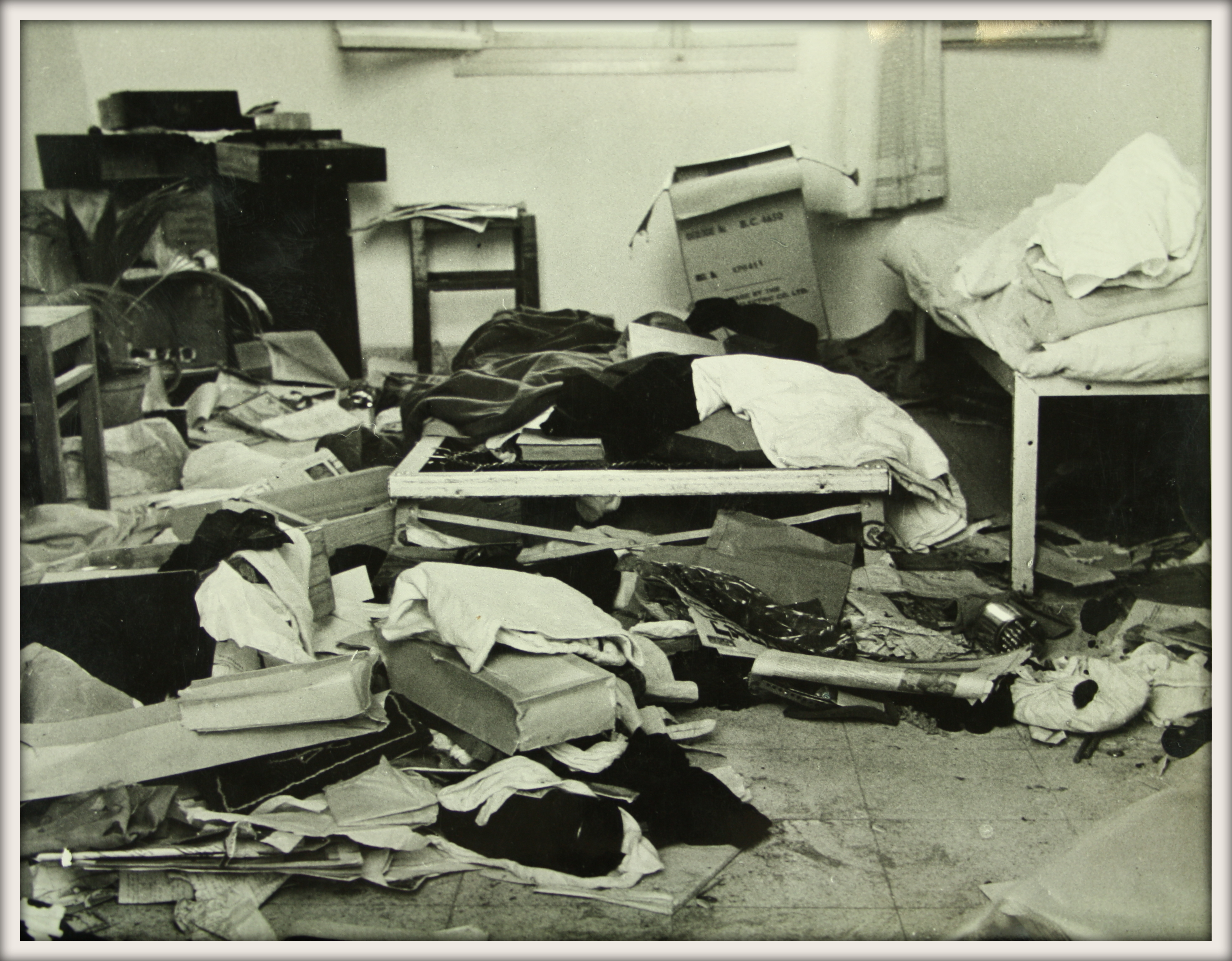
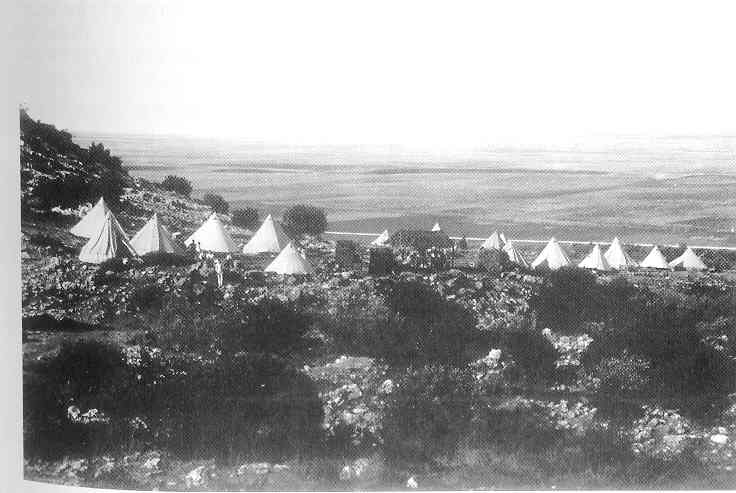
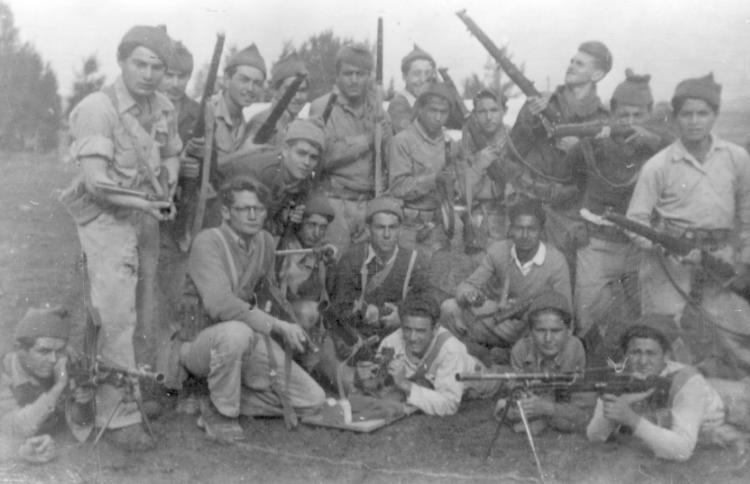

## أعلام
- شلومو موران
- عساف ياجوري